# 大伽倻
大伽倻是伽倻的其中一個城邦王國，現址位在韓國慶尚北道高靈郡。
根據《三國史記》的記載，大伽倻從伊珍阿豉王（이진아시왕）至道設智王（도설지왕）為止，國祚達520年。大伽倻一共有16任國王，但僅其中五位被記錄，分別是首任國王伊珍阿豉王、第三任（一說第四任）國王錦林王（금림왕）、第六任（一說第七任）國王嘉悉王（嘉實王）、第九任國王異腦王（이뇌왕）、第16任國王道設智王。此外，還有一位順序未確定的荷知王（하지왕），曾於西元479年時派遣使者前往南齊。根據《南齊書》記載，齊高帝蕭道成下詔：「量廣始登，遠夷洽化。加羅王荷知款關海外，奉贄東遐。可授輔國將軍、本國王。」，稱伽倻為「加羅」。
西元五世紀，大伽倻發展迅速，成為伽倻諸國的領頭羊，部分原因可歸功於進步的煉鐵工藝。但同時，大伽倻的發展受到鄰近國力更加強大的百濟與新羅制約。附帶的歷史記載和考古證據顯示，大伽倻及伽倻的貴族社會階級高度分明。 
西元481年，荷知王聯合百濟、新羅攻打高句麗。西元554年，大伽倻和百濟進攻新羅，但兩國雙雙戰敗，蒙受龐大的損失。如此也讓大伽倻失去了伽倻諸國的領導地位，由阿羅伽倻所取代。
西元562年，大伽倻被新羅將軍異斯夫征服。

## 備註
1. ↑  此處與古寧伽倻的所在地尚州市不同
2. ↑  南齊書/卷58：加羅國，三韓種也。建元元年，國王荷知使來獻。詔曰：「量廣始登，遠夷洽化。加羅王荷知款關海外，奉贄東遐。可授輔國將軍、本國王。」
3. ↑  對於百濟而言，是為了報復新羅破壞120年來的休戰。

## 外部連結
- 大伽倻博物館 （页面存档备份，存于）